# Вехотка
Вехотка (вятск. рехо́тка) — банная принадлежность, разновидность мочалки. Изготавливается из лыка, пучка травы или шпагата. От традиционной мочалки отличается отсутствием ручек, более округлой формой, связкой наподобие пучка или кисточки. Распространена в Сибири и на Урале, в частности в Пермском крае.